# L'Italia Libera
L'Italia Libera (Itália Livre) foi o jornal da organização e partido político antifascista Partito d'Azione, sendo fundado em julho de 1942 na Itália. O jornal era publicado em uma tipografia clandestina nas instalações na Via Basento 55, em Roma, até que ele foi invadido em novembro de 1943 pela polícia italiana. 
O editor era Leone Ginzburg até sua prisão em 20 de novembro de 1943. Ele foi levado para a seção alemã da Prisão Regina Coeli, e em 5 de fevereiro de 1944 morreu lá dos ferimentos que recebeu ao ser torturado.